# Jüdischer Friedhof (Eppingen)

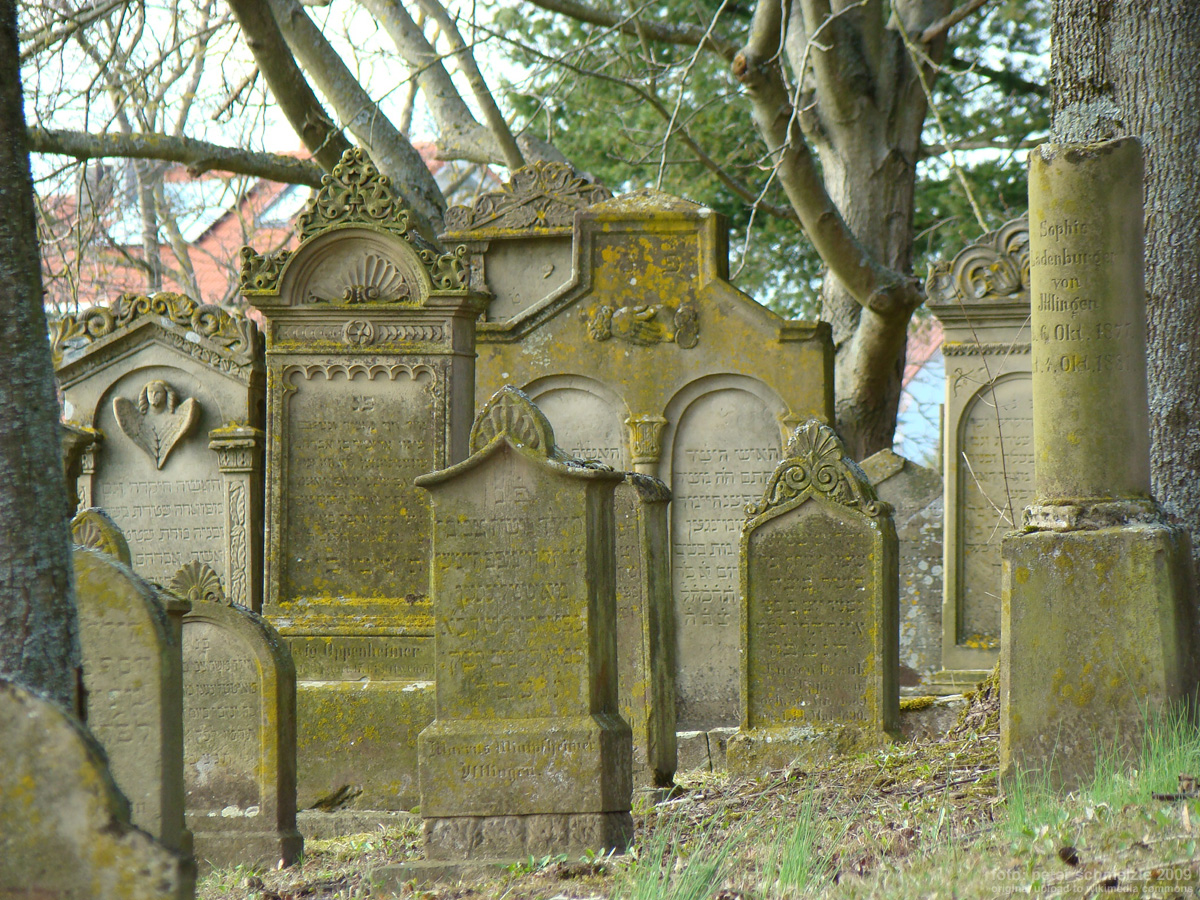
Grabsteine auf dem jüdischen Friedhof in Eppingen

Der Jüdische Friedhof in Eppingen im Landkreis Heilbronn im nördlichen Baden-Württemberg wurde 1819 angelegt und war bis 1939 die Begräbnisstätte der Jüdischen Gemeinde Eppingen sowie der umliegenden jüdischen Gemeinden Gemmingen, Ittlingen, Mühlbach, Richen und Stebbach.

## Lage
Der jüdische Friedhof liegt südwestlich außerhalb von Eppingen, in der Verlängerung der Weinbrennerstraße am terrassierten Westrand der Kuppe des Großen Hellbergs oberhalb des Hellbaches. Das von einer Mauer umgebene Gelände von 4121 m² ist etwa trapezförmig und folgt den topografischen Gegebenheiten am Rande eines alten Hohlwegs. Die Entfernung zum Stadtgebiet, das heißt zur Brettener Vorstadt, betrug in der Mitte des 19. Jahrhunderts rund 750 Meter.

## Geschichte
Traditionelle alte Begräbnisstätten der Eppinger Juden waren der Jüdische Friedhof Oberöwisheim und der Jüdische Friedhof Heinsheim. Die Initiative zur Anlage eines jüdischen Friedhofs in Eppingen ging 1814 vom Bezirksamt Eppingen aus, nach Möglichkeit sollte es ein Friedhof für alle jüdischen Gemeinden innerhalb des Amtsbezirks werden. Da manche Juden aus den Bezirksamtsgemeinden bereits andernorts Grabstätten erworben hatten, zu arm für Kostenbeteiligungen waren oder den althergebrachten Traditionen folgen wollten, gab es zunächst keine einhellige Zustimmung zum Friedhofsplan. Die jüdischen Gemeinden Gemmingen, Ittlingen, Mühlbach, Richen und Stebbach waren teilweise oder unter Zugeständnissen zu einer Teilnahme am Friedhof in Eppingen bereit, während man in den jüdischen Gemeinden Berwangen und Hilsbach die Bestattung in Eppingen ablehnte. Die jüdische Gemeinde Eppingen ließ 1817 wissen, nötigenfalls auch alleine einen Friedhof zu errichten, sollten sich die anderen Bezirksgemeinden nicht anschließen. Zunächst visierte man hierfür ein Gelände am Galgenberg an, was 1818 von der Direktion des Pfinz- und Enzkreises unter Auflagen für die teilnehmenden Verbandsgemeinden genehmigt wurde. Das anvisierte Gelände erwies sich jedoch wegen der Bodenbeschaffenheit als nicht geeignet, so dass man schließlich auf dem Großen Hellberg von Gastwirt Reichert einen Acker erwarb, der vom Bezirksamt als Begräbnisplatz genehmigt wurde und 1819 eine Ummauerung erhielt.
Die Belegung des Friedhofs erfolgte zunächst im (heute) mittleren Teil, wo sich der älteste Grabstein von 1819 befindet. Der erste dort begrabene Tote war der am 28. September 1819 verstorbene Eppinger Gemeindevorsteher Issak Moses Regensburger, der sich zu seinen Lebzeiten sehr für die Errichtung des Friedhofs eingesetzt hatte. Die Gräber wurden einheitlich nach Süden ausgerichtet, mit dem Grabstein am nördlichen Ende. In den Jahren bis 1869 wurden nur rund 40 Prozent der verstorbenen Eppinger Juden auf dem Friedhof bestattet, da sich viele noch an den früheren Begräbnisstätten ihrer Vorfahren beisetzen ließen. Eine erste Erweiterung erfuhr der Friedhof nach Westen im Jahr 1857, im Jahr 1870 wurde der Friedhof nach Norden hin auf einem 1855 von der jüdischen Gemeinde Eppingen hinzu erworbenen Acker um ein neues Gräberfeld erweitert, wodurch er seinen heutigen Umfang erhielt. Die Ummauerung wurde jeweils sukzessive der vergrößerten Fläche angepasst. Nach Süden hin befinden sich in der Südostecke ein Gräberfeld für Kinder und Wöchnerinnen auf der ursprünglichen Friedhofsfläche (belegt 1822 bis 1857), in der Südwestecke ein reines Kindergräberfeld innerhalb der westlichen Erweiterung von 1857 (belegt 1859 bis 1929).
Die Grabsteine sind überwiegend einheitlich als hochrechteckige Sandsteingrabsteine mit antikisierenden Stilelementen, hebräischer Beschriftung und typischer jüdischer Grabsteinsymbolik wie Händedruck, Krug und aufgeschlagenem Buch ausgeführt. Die Grabsteine sind im Wesentlichen fortlaufend nach Sterbedatum nummeriert. Mit der Nummerierung wurde in der Zeit um 1860 begonnen, wobei man die älteren Grabsteine nachträglich nummeriert hat. Die Nummerierung ist nicht immer schlüssig. Die hebräischen Texte der Grabsteine sind in den meisten Fällen übliche Grabinschriften, beginnend mit Hier ruht …, gefolgt von kurzer Typisierung, Namen, Wohnort, Sterbe- (und teilweise Beerdigungs-)Datum sowie der Floskel Es sei seine/ihre Seele im Bund des Lebens eingebunden. Auf den jüngeren Grabsteinen finden sich häufig noch textliche Ausschmückungen, die oftmals ein Akrostichon bilden und die Verstorbenen in typisierender blumiger Art beschreiben. Bei Männernamen sind neben biblischen Namen auch jüdisch-deutsche oder eingedeutschte Namensversionen zu finden, Frauen werden dagegen traditionell mit Kosenamen genannt. Wenn sich neben hebräischen Inschriften auch deutsche Inschriften finden, wurden dabei oftmals auch die Namen deutsch anmutend übertragen.

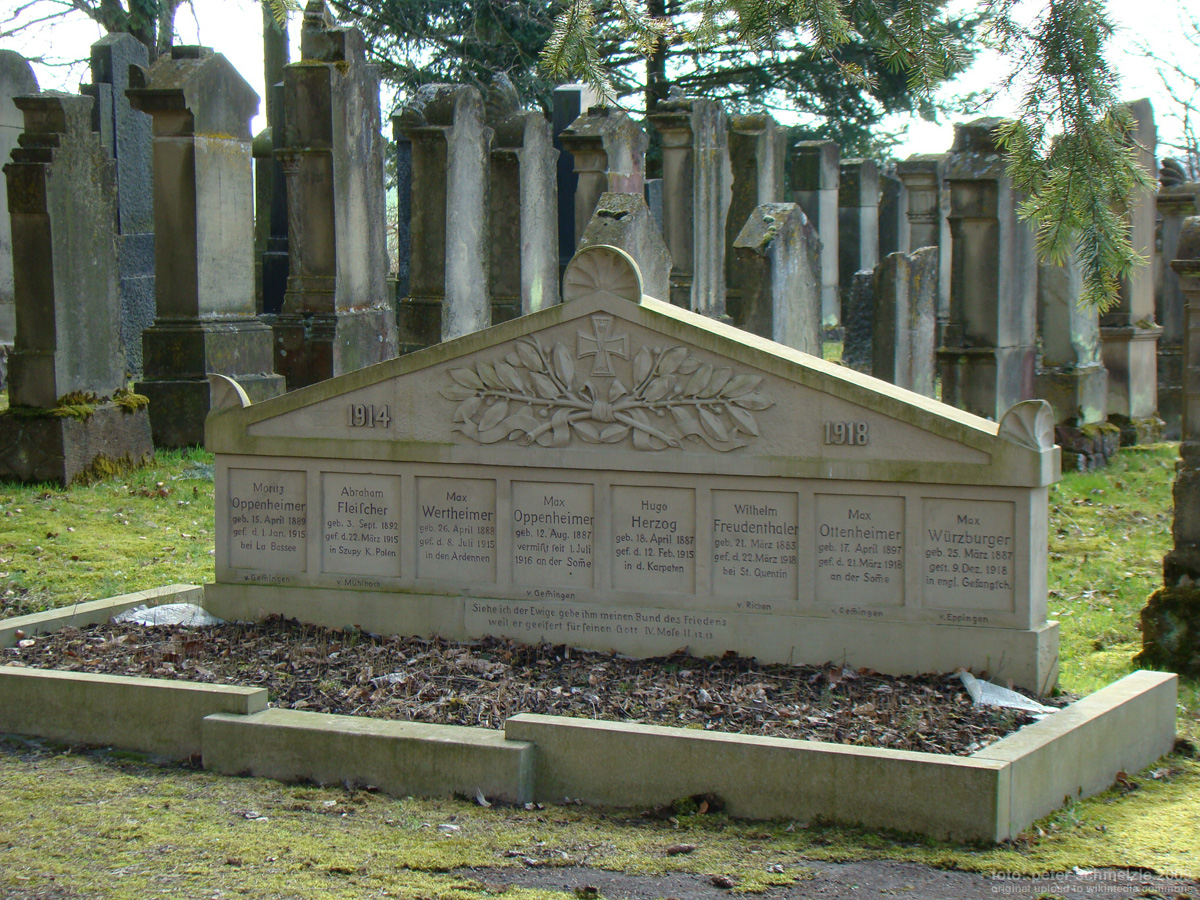
Kriegerdenkmal auf dem jüdischen Friedhof

Der Friedhof ist fast vollständig belegt. Für eine mögliche Erweiterung erwarb die jüdische Gemeinde 1928 von der Stadt noch einen benachbarten Acker. Gleichwohl fanden seit dem späten 19. Jahrhundert aufgrund der sinkenden Gemeindegröße immer weniger Bestattungen auf dem Friedhof statt. Nach dem Ersten Weltkrieg errichtete man beim Eingang ein Kriegerdenkmal für die acht Gefallenen der jüdischen Gemeinden. Während des Nationalsozialismus ging die Zahl der Bestattungen infolge der einsetzenden Auswanderung von Juden, später infolge von Schikanen und zuletzt durch die Auslöschung der Verbandsgemeinden weiter zurück. Das letzte Begräbnis auf dem Friedhof fand im Jahr 1940 statt.
Im Jahre 1939 kam der Friedhof in den Besitz der Reichsvereinigung der Juden in Deutschland, während des Zweiten Weltkrieges dann unter die Verfügungshoheit der Reichsfinanzverwaltung, die die Grabsteine versteigern und das Gelände an die Gemeinde veräußern wollte, was wegen eines Untergebotes der Stadt Eppingen nicht gelang. Im Jahre 1949 kam der Friedhof in den Besitz der JRSO, seit 1961 ist er Eigentum der Israelitischen Religionsgemeinschaft Baden mit Sitz in Karlsruhe.
Aufgrund der abgelegenen Lage des Friedhofs war dieser schon früh mehrfaches Ziel von Vandalismus, der nicht unbedingt antisemitisch begründet war. Schon in den Jahren 1825, 1835 und 1839 sind Sachbeschädigungen belegt. 1928 wurden vier Grabsteine von angetrunkenen Schülern umgeworfen. Über Schändungen zur Zeit des Nationalsozialismus ist wenig bekannt. Zu einer planmäßigen Schändung im Umfeld der Reichspogromnacht 1938 kam es wohl nicht. Jedoch war der Friedhof bis zum Frühjahr 1945 bereits verwüstet, bevor er durch Artilleriebeschuss weiter beschädigt wurde.
Von 1. bis 16. Oktober 1945 wurden ehemalige Angehörige von NS-Organisationen zum Arbeitsdienst auf dem Friedhof verpflichtet. Man besserte in mehr als 4500 Arbeitsstunden die zerschossene Mauer aus, richtete Grabsteine wieder auf und entfernte den verwilderten Bewuchs aus Hecken, Flechten und Moos, der viele Grabmale überdeckt hatte. Von 1945 bis 1948 wurden außerdem zahlreiche Grabmale von Bildhauern ausgebessert, doch weiterhin bestanden Schäden in der Mauer sowie an den Grabsteinen, deren weitere Behebung die Stadt Eppingen 1950 ablehnte. Büsche und Bäume drohten die Grabsteine umzudrücken, so dass die JRSO 1950 die vollständige Rodung des Friedhofs veranlasste. 1959 hat man jedoch wieder Bäume gepflanzt, da man den kargen Friedhof inzwischen als landschaftlich unzuträglich empfand. Nachdem der Friedhof 1961 in den Besitz der Israelitischen Religionsgemeinschaft Nordbaden gekommen war, übernahm das Regierungspräsidium Nordbaden einen Großteil der Unterhaltskosten. 1963 wurden einige Wege auf dem Friedhof befestigt, später entfernte man zur Vereinfachung der Geländepflege über 300 Grabeinfassungen.
1971 wurden 16 Grabsteine durch zwei Täter beschädigt, die Schäden jedoch anlässlich einer umfangreicheren landschaftsgärtnerischen Pflege im selben und im Folgejahr behoben. Am 29. September 1982 ereignete sich die bislang größte Schändung des Friedhofs, als eine angetrunkene Gruppe dort Totenschädel ausgraben wollte und aus Ärger über Misserfolg danach 44 Grabsteine umstieß. Die Gruppe wurde wegen gemeinschaftlicher Störung der Totenruhe und gemeinschaftlicher Sachbeschädigung verurteilt. Die Schäden wurden 1982 und 1984 durch Schüler der Realschule Eppingen sowie Bildhauer und städtische Arbeiter behoben.

## Belegungszahlen
Herkunftsorte der in Eppingen bestatteten Juden:
- Eppingen: 223
- Gemmingen: 226
- Richen: 119
- Ittlingen: 73
- Stebbach: 55
- Mühlbach: 30
- Sonstige: 16